# Swagelok
Swagelok è una società statunitense che si occupa di tecnologia dei fluidi, produce raccordi per bassa e alta pressione di gas e liquidi, valvole, tubi rigidi, tubi flessibili e altro per diversi ambiti ingegneristici. È nota per aver creato la raccorderia Swagelok a compressione nel 1959, per la connessione di tubazioni rigide in metallo.

## Storia
Swagelok venne fondata da Fred Lennon e Cullen Crawford nel 1947. Il nome deriva Swagelok fu coniato da Lennon e Crawford per l'invenzione di Crawford di una connessione a tenuta con la ricalcatura ((EN)  Swaging) che deforma la tubazione rendendola solidale con il connettore in loco. Crawford Fitting Co., fabbricò e vendette la raccorderia. Nel 1948, Lennon comprò la parte di azioni di Crawford. Nel 1955 venne creata la Cajon Company, per altri tipi di raccorderie per tubazioni. Nel 1957 la Nuclear Products Company (Nupro Company) fu acquisita. Nel 1965, Swagelok mosse la sede da Cleveland a Solon (Ohio). Nel 1986, Cajon Company (dal nome dei figli di Lennon, Cathy e John, Jr), Whitey Company (soprannome di Fred), e la Sno-Trik Company, vennero raggruppate nella Swagelok Company.
Nel 2002 venne acquisita la Jensen Fittings Corporation specializzata in prodotti in ambito biofarmaceutico, cibo, bevande, e sanitario. Nel 2003 viene acquisita la Kenmac Ltd. poi nel 2007 la Hy-Level Company. Nel 2008 la Coreflex LLC e nel 2009 la RHPS B.V. dei Paesi Bassi.

## Prodotti

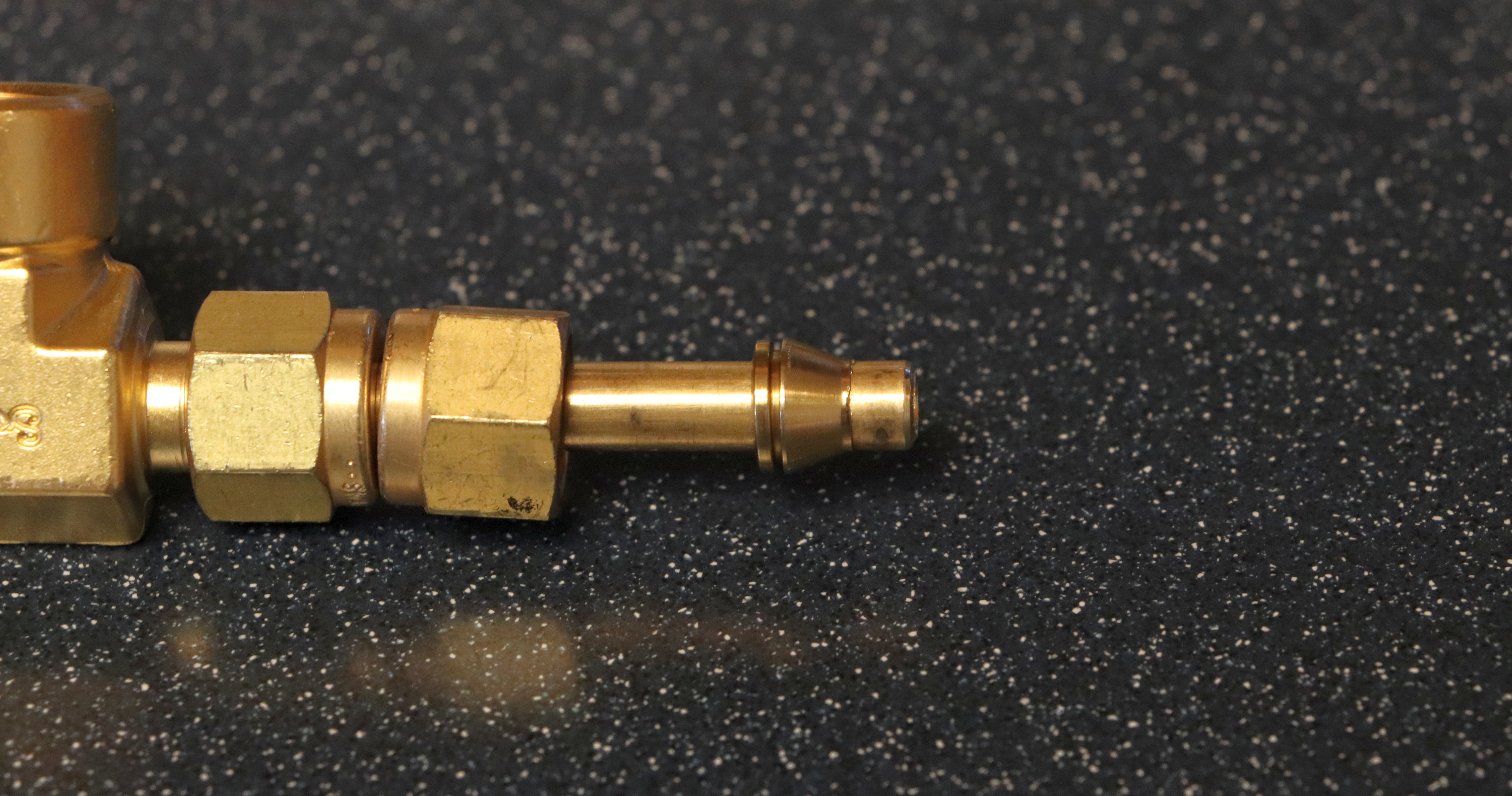
Connessione Swagelok in ottone

Swagelok produce raccordi, tubazioni e valvole per alta e bassa pressione di fluidi liquidi e gas, per carburanti alternativi nell'automotive, per l'industria chimica e petrolchimica, per impianti nucleari, in chimica farmaceutica, per l'elettronica dei semiconduttori.